# Umberto Masetti
Pour les articles homonymes, voir Masetti.
Umberto Masetti, né le 4 mai 1922 et mort le 28 mai 2006, est un pilote vitesse moto italien.

## Biographie
Masetti est né à Borgo delle Rose, un hameau de Cesena dans la Province de Forlì-Cesena.
Il participe à son premier championnat du monde avec la saison 1949, courant en catégorie 125 cm3 avec un moto Moto Morini. Dans lma même saison, il court aussi sur une Benelli en catégorie 250 cm3 et sur une Gilera en catégorie 500 cm3.
En 1950, Masetti gagne les Grands Prix de Belgique et des Pays-Bas et bat Geoff Duke d'un point pour le titre de champion du monde catégorie 500 cm3 et devient le premier italien champion du monde de cette catégorie. Umberto Masetti, Mascherini et Dario Ambrosini, tentent de battre le record longue durée sur une Lambretta innocenti 125, qui couvrent 100km à 126km/h. En 1952, toujours avec Gilera, il est de nouveau couronné champion du monde, en remportant encore une fois les Grands Prix de Belgique et des Pays-Bas.
En 1953, il court en catégorie 250 cm3 sur une NSU, mais un accident à Imola l'empêché de prendre part pour une grande partie de la saison. En 1954, Masetti est de nouveau dans la catégorie 500 cm3 avec Gilera. En 1955, il partage son temps entre les catégories 250 cm3 et 500 cm3, cette fois en tant que pilote d'usine MV Agusta, avec lesquels il court jusqu'en 1958. Cette année-là, après une saison infructueuse dans la catégorie 500 cm3, il se retire de la compétition moto.
Masetti vit alors à Maranello, où il meurt en 2006.

## Résultats au Championnat du monde de vitesse moto
| Saison | Catégorie | Equipe      | 1     | 2     | 3     | 4     | 5     | 6     | 7     | 8     | 9     | Points | Classement | Victoires |
| ------ | --------- | ----------- | ----- | ----- | ----- | ----- | ----- | ----- | ----- | ----- | ----- | ------ | ---------- | --------- |
| 1949   | 125 cm3   | Moto Morini |       | SUI 5 | NED - |       | NAT 2 |       |       |       |       | 13     | 3e         | 0         |
| 1949   | 250 cm3   | Benelli     | IOM - | SUI - |       | ULS - | NAT 3 |       |       |       |       | 7      | 10e        | 0         |
| 1950   | 500 cm3   | Gilera      | IOM - | BEL 1 | NED 1 | SUI 2 | ULS 6 | NAT 2 |       |       |       | 28     | 1er        | 2         |
| 1951   | 500 cm3   | Gilera      | ESP 1 | SUI 4 | IOM - | BEL - | NED - | FRA - | ULS 3 | NAT 2 |       | 21     | 3e         | 1         |
| 1952   | 500 cm3   | Gilera      | SUI - | IOM - | NED 1 | BEL 1 | GER - | ULS - | NAT 2 | ESP 2 |       | 28     | 1er        | 2         |
| 1953   | 250 cm3   | NSU         | IOM - | NED - | GER - | ULS - | SUI - | NAT 6 | ESP - |       |       | 1      | 15e        | 0         |
| 1954   | 500 cm3   | Gilera      | FRA - | IOM - | ULS - | BEL - | NED - | GER - | SUI - | NAT 2 | ESP - | 6      | 10e        | 0         |
| 1955   | 250 cm3   | MV Agusta   |       |       | IOM - | GER - |       | NED 2 | ULS 3 | NAT 6 |       | 11     | 5e         | 0         |
| 1955   | 500 cm3   | MV Agusta   | ESP 3 | FRA 4 | IOM - | GER - | BEL - | NED 3 | ULS - | NAT 1 |       | 19     | 3e         | 1         |
| 1956   | 350 cm3   | MV Agusta   | IOM - | NED - | BEL 5 | GER - | ULS - | NAT 8 |       |       |       | 2      | 14e        | 0         |
| 1956   | 500 cm3   | MV Agusta   | IOM - | NED - | BEL 4 | GER 2 | ULS - | NAT - |       |       |       | 9      | 6e         | 0         |
| 1957   | 350 cm3   | MV Agusta   | GER 4 | IOM - | NED - | BEL - | ULS - | NAT - |       |       |       | 3      | 10e        | 0         |
| 1957   | 500 cm3   | MV Agusta   | GER - | IOM - | NED - | BEL - | ULS - | NAT 5 |       |       |       | 2      | 15e        | 0         |
| 1958   | 500 cm3   | MV Agusta   | IOM - | NED - | BEL - | GER - | SWE - | ULS - | NAT 3 |       |       | 4      | 13e        | 0         |